# Постоянна експозиция „Народен художник Златю Бояджиев“
Постоянната експозиция „Златю Бояджиев“ е галерия, разполагаща с най-голямата колекция от картини на Златю Бояджиев. Намира се в резерват Старинен Пловдив. Помещава се в къщата на д-р Стоян Чомаков в Пловдив на улица Съборна 18. 

## История
Галерията е основана през 1984, с уредник Моника Роменска, която е уредник до 1988. От 1988 до 2009 г. уредник е Матей Матеев, а от 2021 уредник е Валя Ангелова 
През 2023 г. в галерията се отбеляза 120 – годишнината от рождението на Златю Бояджиев

## Колекция
В галерията са представени 74 картини на Златю Бояджиев, като по-голямата част са от втория му период. Това е най-голямата колекция на Златю Бояджиев. 2/3 от картините са собственост на Пловдивска градска художествена галерия, а другата част на Общинско предприятие Старинен Пловдив.